# Municipio de Rock Falls
El municipio de Rock Falls (en inglés: Rock Falls Township) es un municipio ubicado en el condado de Holt en el estado estadounidense de Nebraska. En el año 2010 tenía una población de 49 habitantes y una densidad poblacional de 0,53 personas por km².

## Geografía
El municipio de Rock Falls se encuentra ubicado en las coordenadas 42°39′12″N 98°43′00″O / 42.65333, -98.71667. Según la Oficina del Censo de los Estados Unidos, el municipio tiene una superficie total de 93.22 km², de la cual 93,22 km² corresponden a tierra firme y (0 %) 0 km² es agua.

## Demografía
Según el censo de 2010, había 49 personas residiendo en el municipio de Rock Falls. La densidad de población era de 0,53 hab./km². De los 49 habitantes, el municipio de Rock Falls estaba compuesto por el 97,96 % blancos y el 2,04 % eran de una mezcla de razas. Del total de la población el 0 % eran hispanos o latinos de cualquier raza.